# Severodvinsk
Severodvinsk (russisk: Северодвинск, tr. Severodvinsk) er en by i det vestlige Rusland, beliggende i Arkhangelsk oblast. Byen har 155.647 (2024) indbyggere.
Byen var indtil Sovjetunionens opløsning kendt under navnet Molotovsk, efter den sovjetiske udenrigsminister Vjatjeslav Molotov.